# Владимир Петржек
Владимир Петржек (чеш. Vladimír Petřek; Ходоланех у Оломоуцу 19. јун 1908 — 5. септембар 1942. Праг) је био јерарх ревитализоване Моравске православне цркве, под окриљем Српске православне цркве. Учествовао је у сакривању атентатора на Рајнхарда Хајдриха. Канонизован је од стране Православне цркве чешких земаља и Словачке заједно са осталим чешким мученицима 8. фебруара 2020.

## Биографија
Владимир Петржек је рођен 1908. године у Ходоланеху, у тадашњој Чехословачкој, од оца Јосифа, учитеља по занимању, и мајке Марије, као друго од десеторо дјеце. Његов отац је био члан Соколског покрета и борац за независност Чехословачке. Његова мајка Марија била је образовна жена из учитељске породице. Школу је завршио у Оломоуцу, а 1923. године дошао је у Сремске Карловце, гдје је уписао богословију. Испит зрелости је полагао у јулу 1928. године. По завршетку богословије, уписао је Богословски факултет у Београду, 29. септембра 1928. године. Све испите је положио до јуна 1932. године, а диплома о свршеним студијама на Богословском факултету издата му је крајем септембра 1932. године. У домовину се вратио након десет година, са одличним познавањем теологије, философије и књижевности, на позив епископа Горазда којем су били неопходни свештеници.
Знао је одлично њемачки језик, а користио се и литературом на енглеском и француском језику. У Краљевини Југославији одлично је научио српски језик, а добро је знао и бугарски, македонски и словеначки језик. По повратку у Чехословачку, отишао је да служи редовни војни рок у 3. пешадијском пуку у Кромјержижу (од 17. јула 1933. до 17. септембра 1934). Због познавања јужнословенских језика, културе и менталитета, понуђена му је каријера генералштабног официра задуженог за односе чехословачке војске са Југославијом. Петржек је то, као пацифиста одбио.
У Рожнову под Радхоштјем упознао је своју супругу Јиржину Ринлову, са којом се вјенчао 7. децембра 1934. године у Оломоуцу. Убрзо, 15. децембра 1934. године, епископ Горазд га је рукоположио у чин ђакона, а наредног дана за свештеника. Постао је свештеник при Саборној цркви Светих Ћирила и Методија у Прагу. Преселивши се у Праг вршио је духовну службу за православне вјернике, не само у Прагу, него и у Литомјержицама, Карловим Варима и другим градовима.
Често је писао и објављивао различите чланке, најчешће у Вјеснику чешке епархије. Писао је басне, са српског преводио пјесме. Водио је и организацију православне омладине у Прагу. Као вриједан парох окупио је јаку православну заједницу око себе, не само православних Чеха него и Срба, Руса, Украјинца, Подкарпатских Руса, Бугара и Румуна. Био је и један од главних организатора у припреми поклоничког путовања православних Чеха у Краљевину Југославију 1937. године. Тада је скоро 200 православних верника са својим епископом Гораздом обилазило српске православне светиње.
Иако је требао да докторира у Београду због питања нострификације дипломе и финансијских разлога одлучује да докторира на Хусовом чехословачком евангелистичком богословском факултету Карловог Универзитета у Прагу. Послије двије године напорног рада, одбранио је докторску дисертацију „Црква и држава у списима хришћана прва четири века“. На свечаности су били присутни и владика Горазд, српски свештеник Миливоје Црвчанин као делегат Српске православне Цркве, много православних Чеха, Срба, Руса и Бугара. Овај успјех на „професионалном пољу“ није пратио успјех у породичном животу. И поред лијепог почетка брака, и рађања девојчице, Петржек се пред грађанским судом развео са својом супругом 1937. године. Развод му је тешко пао, а 1940. године покушао је да супругу и ћерку врати у свој дом, али безуспјешно. Са друге стране, то је дало повода да се у неким круговима разматра могућност да он буде та особа која би могла да, када за то дође време, наслиједи владику Горазда на епископом трону. Године 1938, умјесто владике Горазда, др Петржек је представљао Чешку православну цркву на XIV међународном старокатоличком конгресу у Цириху. Услиједила је потом окупација Чехословачке, а ускоро и почетак Другог свјетског рата. Током опште мобилизације септембра 1938. пријављује се као добровољац у чехословачку војску.

## Атентат на Хајдриха
Од почетка Другог светског рата придружио се чехословачком покрету отпора заједно са њему претпостављеним свештеником Вацлавом Чиклом. Њих двојица су између осталог издавали лажне крштенице прогањаним Јеврејима. Сакривали су истакнуте чехословачке политичаре и официре које је прогонио Гестапо попут  др. Премисла Шамала и мајора Јосеф Садилака.
Терор њемачких окупатора умногоме се повећао доласком Рајнхарда Хајдриха у Протекторат Чешке и Моравске. Чехословачка влада у егзилу у Лондону је ријешила да убије Хајдриха. Из Лондона је послана група падобранаца обучених од стране британске Управе за специјалне операције (СОЕ). Тим који је требао да ликвидира Хајдриха предводили су Јан Кубиш и Јозеф Габчик. Операција “Антропоид“ је изведена у Прагу 27. маја 1942. Хајдрих је само рањен у нападу, али је подлегао повредама 4. јуна 1942. Његова смрт је довела до таласа немилосрдних репресалија нацистичких СС трупа, укључујући уништавање читавих села и убијање цивила. Након атентата Православна црква је атентаторима обезбједила склониште у крипти цркве Светих Ћирила и Методија у Ресловој улици.
Чланови покрета отпора, који су помагали падобранцима, обратили су се преко Јана Зеленка Хајског члану црквеног одбора православне цркве у Прагу, Петру Фафеку. Он се обратио предсједнику црквеног одбора Јану Соневенду за помоћ при скривању „већег броја непријављених лица“, уз објашњење да је у питању родољубиви подухват. Јан Соневенд је разговарао са свештеником др Петржеком, и договорили су се да та лица могу на кратко време да се сакрију у крипти православне цркве Св. Ћирило и Методије у Ресловој улици у Прагу. Приликом пребацивања падобранаца у крипту православне цркве, сваког појединачно је прихватао свештеник Петржек. Петржек им је набављао намирнице од кафеџије Франтишека Јаролима из Либње, који је био члан црквеног одбора. Редовно им је достављао хљеб, пецива, шећер, саламу, пиће, а понекад и кувано или печено месо. Рањенику Јану Кубишу обезбијеђена је и интервенција љекара.  Храм је био повољан за сакривање падобранаца јер су из крипте, у којој су били сакривени, могли ноћу и у одређено доба дана да излазе у храм. Крипта се налазила испод читаве дужине храма, са седамдесет пет отвора за сахрањивање, а у њој се није сахрањивало од 18. вијека. Једини улаз у крипту био је из храма и био је добро сакривен, јер се налазио испод амвона. У међувремену, и свештеници Претржек и Чикл, као и предсједник црквене општине Јан Соневенд, били су свјесни да је у крипти превише падобранаца и да су ту предуго сакривени, и предузели су различите кораке да падобранце пребаце на друго мјесто, и „било је већ спремно одвођење свих седам падобранаца затвореним полицијским аутом у један казнени завод, гдје су требали да буду даље скривени. Само неколико сати је покварило овај план“.
Како су падобранци проводили своје последње дане, сакривени у крипти цркве Светих Ћирила и Методија, није познато. Нико од сведока није доживио крај рата. Из докумената Гестапоа зна се да је о падобранцима највише бринуо свештеник Владимир Петржек. У записима Гестапоа је остало и записано: „Капелан Др. Петржек, који је цијелу бригу (његу) о атентаторима и агентима организовао, отишао је у својој особној помоћи тим особама тако далеко, да је ишао власторучно да празни канту са излучевинама, која је служила као нужни тоалет“. Др Владимир Петржек, православни свештеник, ухапшен је у ноћи 17. на 18. јун 1942. године. Припадници СС опколили су и напали скровиште падобранаца 18. јуна рано ујутру. Падобранци су позивани да се предају, али су они одбили и наставили да пружају отпор. У нападу су Нијемци као штит користили и ухапшеног свештеника Петржека. Да не би пали живи у руке непријатеља, падобранци прво уништавају сву документацију, а затим извршавају самоубиство. Падобранци су сакривени у цркви провели 21 дан.

## Хапшење и смрт
Услиједила су масовна хапшења православних вјерника у Прагу. Ухапшени су владика Горазд, свештеник Вацлав Чикл, предсједник црквене општине Јан Соневенд, чланови њихових породица, чланови црквеног хора и многи други. Сви ухапшени су се држали храбро у току мучења и испитивања, никога нису одали и тиме су спашени многи животи. Испитивање и мучење свештеника Петржека надгледао СС-групенфирер Карл Херман Франк. Њемачке новине Der Neue Tag писале су 15. јула 1942. године о ухапшеним који су помагали чешким падобранцима. Приказане су и фотографије владике Горазда, и свештеника Вацлава Чикла и Владимира Петржека. Свети Синод Српске православне цркве је више пута интервенисао код владе Милана Недића да се код њемачких војних власти информише за судбину владике Горазда и православних Чеха. Судски процес против епископа Горазда, свештеника Чикла и др Петржека и Јана Соневенда одржан је пред преким судом у Прагу. Када су током суђења питали свештеника Претржека зашто је помагао покрет отпора, одговорио је: „Вијековима је већ уобичајено да Православна црква пружа прибјежиште народним борцима.“ Суђење је почело 3. септембра 1942. године, у 14 часова, пред поротом коју су чинили високи официри Гестапоа. Оптужени су се држали храбро и достојанствено. Иако су знали шта их чека нису сваљивали кривицу један на другога нити су одавали сараднике. Суђење је завршено истог дана у 17:20 часова. Званично је било саопштено да је преки суд осудио епископа православне цркве Горазда, свештенике Вацлава Чикла и др Владимира Петржека и Јана Соневенда, на смрт стрељањем и одлучио да им сва имовина буде конфискована. Унапријед се знало каква ће пресуда бити, јер је Хајнрих Химлер писао правосудним органима да је „Фирер прихватио да се одржи процес владици Горазду и осталим окривљеним свештеницима. Очекујемо да буде изречена смртна казна.“ Сва четворица оптужених осуђени су на смрт. Дана 4. септембра 1942. године, у 14 часова и 35 минута, стрељани су владика Горазд, свештеник Вацлав Чикл и Јан Соневенд, на стрелишту у Кобилисима код Прага.
Петржека Нијемци нису стрељали тог дана. Гестапо је наставио своју лукаву игру, искушавајући човека осуђеног на смрт. Покушавали су да га искористе, убеђујући га да поднесе молбу за помиловање. Обећавали су му да има шансе да власти буду милостиве према њему, али је он остао истрајан, на њемачком понављајући да није потписао никакву молбу, нити да је икога овластио да то умјесто њега уради. Свештеник Петржек стрељан је следећег дана у 12 часова. Њихова тела су спаљена у крематоријуму, 4. и 5. септембра 1942. године. По документима прашког крематоријума, после рата је дефинитивно утврђено да су тијела владике Горазда, свештеника Владимира Петржека и председника црквене општине Јана Соневенда, спаљена, а њихов пепео је сипан у заједничку гробницу поред крематоријума. У тој гробници се налазио пепео преко 2000 људи које су Нијемци погубили и спалили. Са својом супругом стрељан је и помоћни свештеник православне цркве у Прагу, Прокоп Франтишек Шимек.
Десет чланова породице др Петржека ухапшени су 2. јула 1942. Његова жена и ћерка Јиржину(које нису живјеле са њим од 1938. иако никада није дошло до црквеног развода) и његова најстарија сестра Марија (пошто се удала није живјела са породицом) остале су на слободи. Остали су били затворени у Оломоуцу, а затим у Брну. Почетком 1943. мушки чланови породице послани су у концентрациони логор Аушвиц, а у марту и жене, које су касније пребачене у друге логоре. Рат су преживјеле само четири сестре и један брат.
Дана 26. септембра 1942. године, на основу њене „издајничке делатности“, Православна црква је распуштена, а њена имовина конфискована. Послије рата предсједник Чехословачке др Едвард Бенеш је 12. маја 1945. године у Брну, изјавио је преживелој сестри др Владимира Петржека, Марији: „Било је то велико дело, било је то херојско дело, било је то највеће дело на које сам се наслонио.“ Такво гледиште није дуго трајало, јер је дошло до промјене друштвеног уређења у Чехословачкој. Улога др Петржека послије рата је из политичких разлога прећуткивана све до „плишане револуције“. Др Петржека одликован је 1945. Чехословачким ратним крстом 1939. Заједно са Јаном Соневендом одликован је и орденом "За слободу" од стране предсједника Клемента Готвалда. Једна од улица у Оломоуцу названа је по њему. Симболични надгробни споменик подигнут је 2005. у Валашком Славину, у оквиру Древног града Валашког музеја на отвореном у Рожнову под Радхоштјем. У филму из 1975. године „Операција зора“, оца Петржека је тумачио покојни британски глумац Сирил Шапс. Православна црква чешких земаља и Словачке канонизовала га је 8. фебруара 2020. Чин канонизације у Саборној цркви Светих Ћирила и Методија у Прагу. Прославља се 8. фебруара по новом календару.

## Галерија
- Спомен плоча посвећена страдалим падобранцима и свештеницима која је постављена на Саборну цркву Светих Ћирила и Методија у Прагу.
- Насловна страна Личног листа министарства народне одбране бр. 42 од 20. октобра 1945. године. На списку одликованих је име др Петржека
- Дио спомен плоче подигнуте на стрељишту Кобилиси